# 聂姓
聶姓不算是中國人常見的姓氏，《百家姓》中有收錄。
百家姓排名第372位、台灣排名第177位、大陸排名第126位。系出姜姓神農氏，炎帝第38代丁公汲封支子於聶城，為齊附庸，後以國為氏。聶姓郡望為河東郡。

## 起源
聶姓源出有數個：
1. 廣韻與韻譜載：楚大夫食采於聶。本為地名，因以為氏。或以封地命名
2. 元和姓纂載：聶氏出自姬姓，春秋時期的衛大夫采食於聶，因而有了這個姓氏；據考證，古代的衛國在今天的河南省濮陽，沒有聶城，只有乜城。元和姓纂的聶城應為乜城之誤。
3. 春秋時期齊丁公封其支庶子孫于聶城（摄城，今天的山東省茌平县西），為齊國的附庸，成為聶國（摄邑）。他的後代以原封地聶為姓氏。
4. 春秋邢國有邑名聶北（今天河南省清豐縣北），邢國滅後，當地貴族與平民就以地名為姓，稱為聶氏 。
5. 氏族典載；季連羋姓後代有聶氏。
6. 少數民族乜姓漢化而改。

## 分布
主要分布在河南一带，另有部分分布在江西、福建、湖北、台灣等地。聂姓人分布很广但人數不多。

## 名人
- 聶政：戰國時期著名的刺客，也是史記中提到的五名刺客之一
- 聶壹：西漢漢武帝時山西豪商。著名的「馬邑之謀」的發動者。
- 聶遼：即「張遼」，因避怨而改姓，三國時曹魏重要將領
- 聂贤：明朝三部尚书，谥“荣襄”
- 聶士成：清朝將領，於八國聯軍之役中陣亡
- 聶耳：中國作曲家
- 聶榮臻：中國人民解放軍十大元帥、主導「兩彈一星」計劃
- 聶雲：台灣藝人
- 聶遠：中国男演员
- 聶衛平：中国圍棋大師
- 聶海勝：中國航天員
- 聶永真：台灣設計師，國際平面設計師協會會員
- 聶緝槼：1890年任上海道台
- 聶其傑：聶緝槼之子，中國企業家
- 聶德權：香港前公務員事務局局長
- 聂昌颐：1951年获东吴大学法学研究所硕士学位。华东政法学院国际法系教授。
- 聶世文：2021年遭受詐騙攻擊的人。
- 聶光彥：2013年，參加逾四十年歷史、在紐約舉辦的模擬聯合國會議（NMUN) 從角逐的5000多名學生中脫穎而出，被選為安全理事會主席。為臺灣學生首次擔當這項角色.

## 虛構人物
- 聶小倩：女，狐仙，是蒲松齡的《聊齋志異》中〈聶小倩〉篇的虛構人物
- 聂风：男，《风云》中的虚构人物。

## 延伸阅读
[在维基数据编辑]
 《百家姓》
 《欽定古今圖書集成·明倫彙編·氏族典·聶姓部》，出自陈梦雷《古今圖書集成》